# Laodora pilosa
Laodora pilosa är en skalbaggsart som beskrevs av Francis Polkinghorne Pascoe 1869. Laodora pilosa ingår i släktet Laodora och familjen långhorningar. Inga underarter finns listade i Catalogue of Life.